# Ministério da Educação e Investigação Científica
O Ministério da Educação e Investigação Científica foi a designação de um departamento do VI Governo Provisório e dos I e IV Governos Constitucionais de Portugal.

## Ministros
Os ministros titulares da pasta da Educação e Investigação Científica foram:
| Período     | Ministro                 | Governo                   |
| ----------- | ------------------------ | ------------------------- |
| 1975 – 1976 | Vítor Alves              | VI Governo Provisório     |
| 1976 – 1978 | Mário Sottomayor Cardia  | I Governo Constitucional  |
| 1978 – 1979 | Luís Valente de Oliveira | IV Governo Constitucional |